# روس هارت
روس هارت (بالإنجليزية: Ross Hart)‏ هو محامي وسياسي أسترالي، ولد في 4 يونيو 1960 في لاونسستون في أستراليا. حزبياً، نشط في حزب العمال الأسترالي. وقد انتخب عضو مجلس النواب الأسترالي عن دائرة Division of Bass ‏ (2 يوليو 2016 – ).